# リムジン・パッセンジャーサービス
株式会社リムジン・パッセンジャーサービス（Limousine Passenger Service Co.,Ltd.）は、かつて成田国際空港（成田空港）、東京国際空港（羽田空港）発着の高速リムジンバスを運行していた東京空港交通の子会社である。
高速バス事業発足当初は、京成バスと共同で「東京シャトル」（現：エアポートバス東京・成田）を運行していたが、2018年3月をもって撤退し、その後は東京空港交通からの運行委託便のみ運行していた。
2023年4月1日に全事業を東京空港交通へ承継し、現在は法人格のみが残存している。

## 沿革
- 2001年 (平成13年) 
  - 11月12日 - 会社設立。
- 2002年 (平成14年) 
  - 1月1日 - 前身となる（株）リムジン・トラベルサービスの事業を継承。
  - 1月29日 - 東京都知事登録旅行業　第2-5107号取得。
- 2004年 (平成16年) 
  - 12月1日 - 羽田空港第2旅客ターミナルでの旅客業務開始。
- 2006年 (平成18年)
  - 6月2日 - 成田空港第1旅客ターミナル南ウィングでの旅客業務開始。
- 2010年 (平成22年)
  - 6月21日 - 特定労働者派遣事業者届出　特13-312886号
  - 10月21日 - 羽田空港国際線ターミナル（現：第3旅客ターミナル）での旅客業務開始。
- 2012年 (平成24年)
  - 5月1日 - 一般労働者派遣事業許可　般13-305100号
  - 11月26日 - 大栄営業所開設。
- 2013年 (平成25年)
  - 3月15日 - 一般乗合旅客自動車運送事業許可　国自旅第593号
  - 3月30日 - 「東京シャトル」共同運行開始（京成バスとの共同運行）。
  - 4月1日 - 「リムジンバス」共同運行開始（東京空港交通との共同運行）。
- 2014年 (平成26年)
  - 4月1日 - 新宿営業所開設。
- 2016年 (平成28年)
  - 4月4日 - バスタ新宿（新宿高速バスターミナル）での旅客業務開始。
  - 7月27日 - 東京ガーデンテラス紀尾井町での旅客業務開始。
  - 11月1日 - 池袋駅西口、サンシャインシティプリンスホテルでの旅客業務開始。
- 2018年 (平成30年) 
  - 4月1日 - 「東京シャトル」から運行撤退。
- 2022年 (令和4年) 
  - 8月1日 - 「成田シャトル池袋線」共同運行開始（WILLER EXPRESS、京成バス、国際興業との共同運行）[2]。
- 2023年 (令和5年) 
  - 4月1日 - 全事業を分割し、東京空港交通株式会社へ継承。

## 事業所

### 本社
- 本社 - 東京都中央区日本橋箱崎町22-1

### 営業所
- 大栄営業所 - 千葉県成田市吉岡933-5
- 新宿営業所 - 東京都渋谷区代々木2丁目10-4